# Ґріґор Пирлічев
Ґріґор Парлічев (болг. Григор Пърличев; 18 січня 1830, Охрид — 25 січня 1893, там само) — болгарський письменник, національна ідентичність якого заперечується Північною Македонією. Попри те, що перші твори написав грецькою мовою, був активістом деелінізації освіти в Македонії. Автор першої літературної автобіографії в модерній історії Болгарії та Македонії, а також першої спроби перекладу болгарською мовою «Іліади» Гомера.

## Життєпис
Ґріґор Парлічев здобув освіту в грецькій школі, які були єдиними для християн у Македонії в часи Османської імперії. У 1850-их він працював викладачем грецької мови у школах Прілепа, Тирани та Охрида.
1858 Парлічев почав навчання на факультеті медицини Афінського університету, але перевівся на факультет лінгвістики наступного року. Цього ж року Парлічев узяв участь у щорічному поетичному конкурсі в Афінах і здобув перший приз за поему Ο Αρματωλός. Грецька інтелігенція покладала на нього величезні надії, відправивши його до Берлінського університету в Німеччині.
Але вже 1862 Парлічев різко змінює свій культурний та національний вибір, ставши запеклим активістом руху за незалежність Болгарської Православної Церкви та створення мережі болгаромовних шкіл. У цей же час Пирлічев визначається як болгаро-македонський письменник, доклавши багато зусиль для національного відродження краю.